# 貝濟耶明日體育俱樂部
貝濟耶明日體育俱樂部（法語：Avenir sportif Béziers）是一間法國足球俱樂部，位於奧克西塔尼大區貝濟耶，2007年由聖施尼昂明日體育俱樂部、貝濟耶地中海足球俱樂部和貝濟耶鐵路工人足球俱樂部合併而成。